# Luis Rueda (futbolista)
Luis Enrique Rueda (San Rafael, Mendoza, Argentina; 11 de enero de 1972), conocido como «el Condor», es un exfutbolista y entrenador argentino, su primer club fue Gimnasia y Tiro de Salta.

## Trayectoria

### Como jugador

#### Gimnasia y Tiro de Salta
Luis empezó en el mundo del fútbol en 1996, luego de que Gimnasia y Tiro de Salta lo trajera de San Martín donde disputaba torneos regionales.
«El Toro» tuvo un torneo extraordinario en la temporada 1996/1997 marcando 22 goles en 44 partidos en el club salteño. Estas actuaciones contribuyeron a llevar al equipo norteño a la Primera División de Argentina por segunda vez en su historia luego del ascenso en 1993.

#### CF Extremadura
En lo personal le significó el salto a una de las ligas más importante del mundo, la española, allí desembarcó en el CF Extremadura con otros argentinos. En CF Extremadura jugó la segunda división de España donde consiguió ascender, anotando 5 goles en su primera temporada. En su 2.ª temporada convierte 13 goles (haciendo goles a Atlético Madrid, Celta de Vigo (2) un triplete a Racing de Santander, un doblete al Zaragoza, uno al Real Madrid, otro al Barcelona y un triplete ante Salamanca). Fue reconocido por la gente a pesar de haber descendido.

#### Belgrano de Córdoba
En Belgrano de Córdoba juega una temporada y le convierte goles a Boca Juniors (2) y uno a River Plate, a Talleres de Córdoba y San Lorenzo. Jugó un total de 17 partidos con los 5 goles mencionados.

#### Talleres de Córdoba
Luego increíblemente se cambió de vereda y paso a Talleres de Córdoba donde se convirtió en el goleador del equipo con 10 goles uno de ellos a Belgrano donde no lo cantó.

#### Racing Club y su primer título en la Primera División
En 2001 fue campeón del Apertura 2001 de la Primera División Argentina con Racing Club jugando solamente 2 partidos pero siendo reconocido por todo el pueblo racinguista. Entre 2000 y 2001 jugó 30 partidos con 6 goles (le convirtió a Los Andes, Banfield, Argentinos Juniors, a Boca Juniors, a Independiente y a Unión de Santa Fe).

#### Universidad de Chile
Una de sus grandes temporadas la cumplió en Universidad de Chile. Jugó 28 partidos y metió 17 goles.

#### Racing Club
En su segunda etapa con Racing Club en 2003 disputó la Copa Libertadores de América, llegando a los cuartos de final y siendo uno de los goleadores del equipo.
Contra Huracán fue partícipe para que marcara el 1-0 de su equipo. Volvería a Marcar un doblete ante Nueva Chicago en la victoria 5-0 de Racing, en ese mismo partido también asistiría a Roberto Amarilla para el quinto tanto. Contra Nacional de Uruguay (por la Libertadores) tendría su gran noche al asistir en 2 goles y marcar otros 2. Frente a Talleres de Córdoba marcaría nuevamente para recibir la ovación de la gente y ser una de las figuras en la primera parte del campeonato. Sin embargo con la partida de Osvaldo Ardiles perdió lugar con la llegada de Ángel Cappa y su última participación en la Academia sería frente a River en la victoria 3-1 siendo reemplazado por Mariano González.

#### Gimnasia (LP)
Pasó a Gimnasia (LP) donde solo metió 5 goles pero fue el goleador del lobo e hizo un doblete contra su clásico rival Estudiantes de la Plata.

#### Olimpo de Bahía Blanca
Ficha por Olimpo pero fue mala su racha goleadora ya que no tuvo mucha continuidad y solo jugó 11 partidos donde no convirtió goles y se fue muy reprochado por la gente del club bahiense.

#### Quilmes AC
En Quilmes jugó solo 2 partidos (un amistoso y en la primera fecha) pero se destacó en el plano internacional al anotar 2 goles para el "Cervecero" por la Copa Libertadores 2005 ante el São Paulo de Brasil y la Universidad de Chile (su ex-club) pero Quilmes no lograría pasar de la fase de grupos.

#### La Serena
Pasaba 2006 y El condor firma por La Serena y no hacia un gol desde 2004 por los torneos locales (Gimnasia 2 - Estudiantes 2), la gente de La Serena no lo vio con buenos ojos, terminó siendo 3.er goleador con 7 goles en 14 partidos jugados y volvió a Argentina donde firma para San Martín de Tucumán.

#### San Martín de Tucumán
En San Martín de Tucumán alternó entre la Liga Tucumana de Fútbol y la Primera B Nacional, en el cuadro tucumano convirtió 4 goles en 16 partidos.

#### Vuelta a Gimnasia y Tiro de Salta y retiro del fútbol profesional
En 2007 vuelve a Gimnasia y Tiro de Salta y en la temporada 2009-2010 se retiró con la camiseta del club albo cuando este estaba en el Argentino B. Convirtió en esa temporada 16 goles en 48 PJ, en total 38 goles en 89 partidos.

### Como entrenador

#### Gimnasia y Tiro de Salta
El domingo 5 de octubre de 2014 asume como técnico de Gimnasia y Tiro de Salta luego de la derrota frente a Juventud. La dirigencia no tardó en encontrar a su sucesor y acordó la llegada de Luis Rueda, el último gran ídolo que tuvo Gimnasia. 
A fines de 2015 la dirigencia prescinde del "Cóndor" luego de los malos resultados obtenidos en la competencia.

## Clubes

### Como jugador
| Club                     | País           | Año            | PJ  | Goles | Prom. |
| ------------------------ | -------------- | -------------- | --- | ----- | ----- |
| Gimnasia y Tiro          | Argentina      | 1996-1997      | 41  | 22    | 0,53  |
| CF Extremadura           | España         | 1997-1998      | 58  | 14    | 0,24  |
| Belgrano                 | Argentina      | 1999           | 17  | 5     | 0,29  |
| Talleres                 | Argentina      | 2000           | 16  | 11    | 0,68  |
| Racing Club              | Argentina      | 2000-2001      | 30  | 6     | 0,20  |
| Universidad de Chile     | Chile          | 2001-2002      | 28  | 17    | 0,68  |
| Racing Club              | Argentina      | 2003           | 18  | 5     | 0,27  |
| Gimnasia (LP)            | Argentina      | 2003-2004      | 29  | 5     | 0,17  |
| Olimpo (BB)              | Argentina      | 2004           | 11  | 0     | 0     |
| Quilmes                  | Argentina      | 2005           | 6   | 2     | 0,33  |
| Deportes La Serena       | Chile          | 2006           | 14  | 7     | 0,50  |
| San Martín de Tucumán    | Argentina      | 2007           | 16  | 4     | 0,25  |
| Gimnasia y Tiro de Salta | Argentina      | 2007-2010      | 48  | 16    | 0,33  |
| Marcador Total           | Marcador Total | Marcador Total | 332 | 111   | 0,33  |

### Como entrenador
| Club            | País      | Año       |
| --------------- | --------- | --------- |
| Gimnasia y Tiro | Argentina | 2014-2015 |

## Palmarés

### Campeonatos nacionales
| Título           | Club        | País      | Año    |
| ---------------- | ----------- | --------- | ------ |
| Primera División | Racing Club | Argentina | A-2001 |

### Distinciones individuales
| Distinción                  | Año  |
| --------------------------- | ---- |
| Futbolista del año en Chile | 2002 |